# 新疆生产建设兵团第四师七十六团
新疆生产建设兵团第四师七十六团是中华人民共和国新疆生产建设兵团第四师下辖的一个团。

## 行政区划
新疆生产建设兵团第四师七十六团下辖以下单位：
团部、一连、二连、三连、四连、五连、六连、七连、八连、九连、十二连和十连。